# Association internationale des voyagistes antarctiques
L'association internationale des voyagistes antarctiques  (en anglais : International Association of Antarctica Tour Operators, IAATO) est une association à but non lucratif internationale créée en 1991 par sept voyagistes.
En 2009, l'association compte 93 membres et représente 95 % des voyagistes (en 2005) qui proposent des produits touristiques en Antarctique. L'association a pour objectif de coordonner les activités touristiques et d'informer les voyagistes sur la prévention, la protection et le respect de l'environnement. Ses membres sont tenus à la fois de respecter le traité sur l'Antarctique (Washington, 1959) ainsi que toutes les réglementations consécutives aux réunions consultatives du traité sur l’Antarctique (RCTA), le protocole au traité sur l’Antarctique relatif à la protection de l’environnement (Madrid, 1991) mais aussi de se plier au règlement interne de l'association notamment sur la limite du nombre de personnes sur les zones de débarquement et sur le traitement des déchets. Aussi, IAATO met à disposition de ses membres un protocole sur la sécurité technique, d'accompagnement de personnes et des risques naturels. IAATO publie un grand nombre de statistiques sur le tourisme en Antarctique. Forte de sa réputation, les États et certains organismes des régions polaires (TAAF, secrétariat du traité sur l'Antarctique (ATS)…) font appel à ses compétences.

## Logo

Ancien logo.
Logo actuel.